# Tế Thắng
Tế Thắng là một xã thuộc huyện Nông Cống, tỉnh Thanh Hóa, Việt Nam.
Xã có diện tích 10,32 km², dân số năm 1999 là 5265 người, mật độ dân số đạt 510 người/km².
Xã này nằm bên tuyến kênh Nhà Lê, là tuyến đường thủy đầu tiên trong lịch sử Việt Nam từ kinh đô Hoa Lư đến Đèo Ngang và được xem là tuyến đường Hồ Chí Minh trên sông vì những đóng góp cho các cuộc chiến tranh của người Việt.

## Hành chính
Thôn Giá Mai (Thôn 1,4A,4B)
Thôn Đại Đồng(Thôn 2A,2B)
Thôn Đậu Yên(Thôn 3)
Thôn Quả Cảm(Thôn 5)
Thôn Thổ Bắc(Thôn 6)
Thôn Thổ Nam(Thôn 7)
Thôn Thổ Trung(Thôn 8)
Thôn Thổ Tân(Thôn9)
Thôn Yên Cách(Thôn 10)